# Simon Cowell
Simon Phillip Cowell (Brighton, 7. listopada 1959.) je engleska televizijska ličnost, poduzetnik, te A&R izvršni i televizijski producent. Poznat je u Ujedinjenom Kraljevstvu i Sjedinjenim Državama kao član žirija popularnih TV emisija, poput Pop Idola, Američkog Idola, The X Factora, i Britain's Got Talent. Cowell je vlasnik TV i glazbene izdavačke kuće Syco, koja je preimenovana u Greenwell Entertainment kao dio koalicije sa Sir Philipom Greenom.
Cowell je poznat kao član žirija i po svojim uvredljivo iskrenim komentarima i često kontroverznim kritikama, uvredama i duhovitim primjedbama o natjecateljima i njihovim sposobnostima. Često je ismijavan u popularnoj kulturi, a The Timesov novinar Minette Marrin ga je opisao kao "plitak, neobazriv čovjek bez srca – potonuli teret u zagađenom moru slavnih koji je potonuo bez traga u toksičnoj pjeni". Cowell je poznat po kombiniranju televizijske i glazbene industrije; promovirao je singlove za mnoge glazbenike, uključujući i TV osobe. Najpoznatiji je bio u osmoj sezoni Američkog Idola i trećoj sezoni showa Britain's Got Talent.

## Vanjske poveznice
- Simon Cowell na ITV.com
- Simon Cowell u internetskoj bazi filmova IMDb-u (engl.)
- Simon Cowell na People.com
- Simon Cowell  Arhivirana inačica izvorne stranice od 6. kolovoza 2009. (Wayback Machine) na PETA
- Simon Cowell na World Top 100 A&R Chartu
- New York Times: How a Hit Almost Failed Its Own Audition
- Kritika i kratka biografija Simona Cowella  Arhivirana inačica izvorne stranice od 8. travnja 2014. (Wayback Machine)
- Playboy intervju: Simon Cowell, veljača 2007.  Arhivirana inačica izvorne stranice od 31. ožujka 2010. (Wayback Machine)